# Паранойяльный бред
Паранойя́льный бред (от др.-греч. παρά- «около» + νοῶ «понимать, соображать») — расстройство процесса мышления, первичный систематизированный бред, не сопровождающийся иллюзиями или галлюцинациями, помрачением сознания, деградацией личности.
Паранойяльный бред может включать идеи реформаторства, открывательства, кверулянтства, преследования и т. п.

## Психические расстройства
Чаще всего данный вид бреда встречается при паранойе, паранойяльной шизофрении и других психических расстройствах с паранойяльным синдромом.